# Sessão das Cortes de Lisboa
Sessão das Cortes de Lisboa é uma pintura de Oscar Pereira da Silva. A obra é do gênero pintura histórica e foi realizada em 1922. Está localizada no Salão de Honra do Museu Paulista, o mesmo local de exposição de Independência ou Morte. A pintura retrata a sessão de 9 de maio de 1822 das Cortes Constituintes, em Portugal.

## Descrição
A obra foi produzida em 1922 com tinta a óleo. Suas medidas são: 315 centímetros de altura e 262 centímetros de largura.
A sessão que Pereira da Silva retrata a participação de representantes das províncias brasileiras na Assembleia em Portugal, em especial Antônio Carlos de Andrada, que aparece discursando, de pé, confrontando Borges Carneiro. A cena evoca um aparente conflito entre os representantes do Brasil e os de Portugal.
Aparecem na sala, além de Andrada e Carneiro, Lino Coutinho, Diogo Antônio Feijó, Vergueiro e Ferreira Borges, entre outros. Foi notado que figuras importantes desse confronto entre Andrada e Carneiro estão ausentes da tela.
O ambiente representado por Pereira da Silva é luxuoso, com lustres e castiçais, janelas grandes com cortinas vermelhas longas. Há um trono, mais elevado em relação à Assembleia.

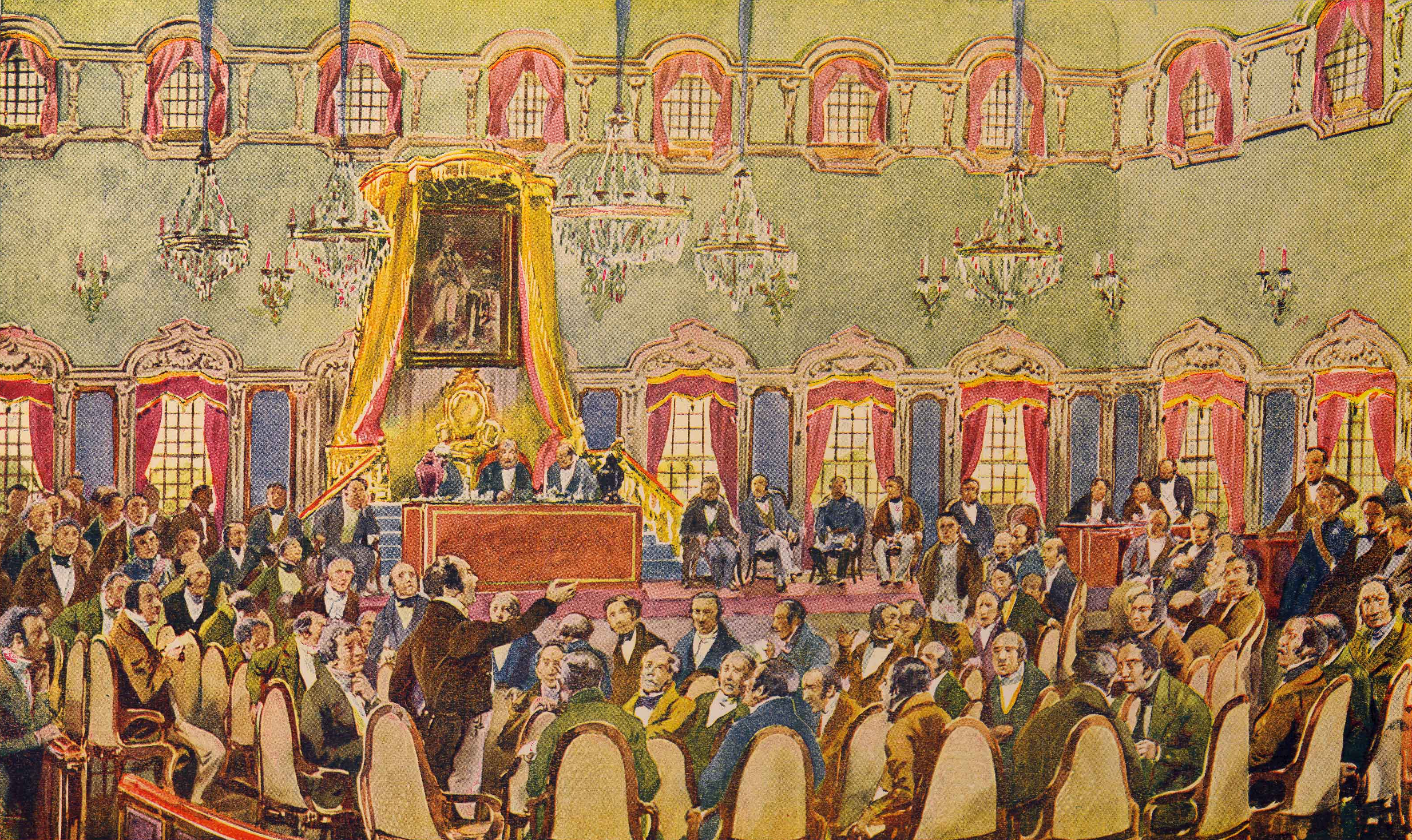
As Cortes Constituintes de 1820, de Alfredo Roque Gameiro.

A obra de Pereira da Silva foi inspirada em As cortes constituintes de 1820, de Alfredo Roque Gameiro. Assim, a disposição da Assembleia é similar à do quadro do artista português. Há também diferenças importantes com a pintura de Gameiro. A figura central, de pé, está invertida nos dois quadros. Os gestos na pintura de Pereira da Silva são menos comedidos do que os no quadro de Gameiro.

## Contexto
A pintura foi uma encomenda do diretor do Museu Paulista Afonso Taunay. Nos termos de Taunay, a obra deveria apresentar: "uma sessão agitadíssima das cortes (...) em que Antonio Carlos e os deputados brasileiros fazem frente ao partido recolonizador que quer votar medidas oppressivas ao Brasil". A pintura não estava nos planos iniciais de Taunay para o acervo do Museu Paulista.
A obra foi paga pelo Museu Paulista 8 contos de réis, sendo uma das pinturas mais bem pagas do acervo. Pereira da Silva entregou seu trabalho em agosto de 1922, ao mesmo tempo de O Príncipe D. Pedro e Jorge de Avilez a bordo da Fragata da União, outra obra histórica de Pereira da Silva encomendada por Taunay e localizada no Salão de Honra.

## Análise
A intenção de Taunay com a encomenda a Pereira da Silva foi, além de representar um marco do processo de Independência do Brasil, destacar o protagonismo paulista. Do ponto de vista artístico, a obra traz elementos centrais da pintura histórica: preocupação narrativa, celebração e triunfalismo, documentação.
Foi notado que a representação da cena, "uma sessão agitadíssima", não está possivelmente de acordo com os acontecimentos da sessão supostamente retratada, em que não se discutiu aliás a recolonização do Brasil.

## Impacto
Sessão das Cortes de Lisboa tornou-se, por sua importância documental, uma ilustração recorrente em livros didáticos brasileiros, destacando a resistência à pressão colonizadora de Portugal. Por exemplo, em um desses livros há a seguinte legenda explicativa:
| “ | quarenta e cinco deputados de diversas regiões brasileiras foram para Portugal com a esperança de se juntar aos deputados portugueses e fazer uma Constituição. Mas, lá chegando, foram impedidos de falar e vaiados pela multidão de portugueses que se aglomeravam nas galerias dos prédios. Contrariados, descobriram que o desejo dos portugueses era que o centro de decisões do Império português instalado no Rio de Janeiro voltasse a ser Lisboa. | ” |

A obra de Pereira da Silva influenciou A participação dos deputados brasileiros nas cortes constitucionais portuguesas, uma pintura de José Fiúza Guimarães, de 1925, localizada no Palácio Tiradentes, no Rio de Janeiro.